# 真揚心流
真揚心流（しんのようしんりゅう）とは、柔術の流派である。
真楊心流とも書かれる。

## 歴史
幕末に江戸から阿波国に伝わった。
江戸時代末期に江戸牛込山伏丁坂上の武田嘉門源義鼎が武者修行で阿波国鳴門に来て板野郡鳴門村高島（現在の鳴門市）で塩業を営んでいた伊藤仁蔵宅に数年滞在した。
日頃から最も武芸を好んでいた伊藤甚蔵（後に伊藤荘太郎雅信）は道場を設け、地方有志と共に武田に弟子入りして真楊心流を指南を受けることになった。
門下生のなかでも伊藤荘太郎は熱心に稽古し数年で奥儀皆伝を許された。
数年後に武田嘉門が再び江戸に旅立ち、伊藤荘太郎は武田の後を継いで地方有志の指導を行った。
明治維新頃に高島から撫養町斉田山路字風呂谷に移転し道場を設けた。
農業の傍ら整骨を営み人を助けていたので、「医は仁術なり」の仁を取って風呂谷の仁さんと呼ばれ名声は柔術と共に頗る高く響いていた。
伊藤荘太郎は明治22年（1889年）に亡くなり、道場は子の伊藤米蔵が後を継いだ。
伊藤米蔵は、山間では門下生が不便であるため斉田山路の鳴門高校裏に移転した。道場の名は真勇館といった。高弟には橋本文八、森一松、伊藤源太郎（伊藤米蔵の子）、林秀三郎、山本市蔵がいた。中でも森一松は天才的柔術家であり田舎の稽古では上達が遅れるとのことで、伊藤米蔵の勧めで大阪市北区堂島の大東流柔術の半田弥太郎（後の大日本武徳会柔道範士）の弟子となっている。その後は林秀三郎が代稽古を務め撫養町南浜に移転となった。

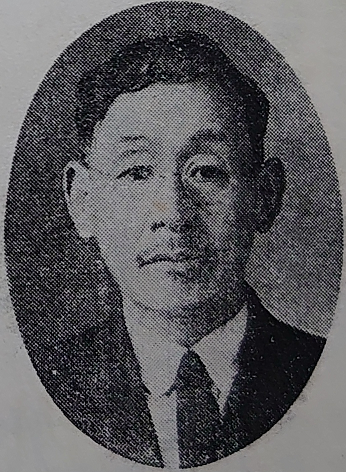
真楊心流 伊藤源太郎

子の伊藤源太郎は幼少より伊藤米蔵より柔術を学び、後大日本武徳会武道講習所の講習生として京都に赴いた。1909年（明治42年）に樺太で巡査となり同時に樺太武徳会柔道教士となった。その後、大阪に転住し大阪ガス等に勤務の傍ら各地の町道場で柔術を教授を行った。1930年（昭和5年）に徳島に帰郷した。

## 真勇館と笹橋儀作
1958年に出版された『研究と体験 徳島県柔道の変遷』の著者である笹橋儀作は伊藤米蔵門下であった。
笹橋が伊藤米蔵に入門したのは明治41年19歳の時であった。当時の柔道は柔術と呼ばれ、老人の中には柔（ヤワラ）と言っていた者もいた。柔術が衰えていた時代で、柔術について社会人はあまりよく言っていなかった。
当時の撫養町では文明橋を境に東は天神真楊流、西は真楊心流の二流があった。天神真楊流は亀井吉太郎の道場が既になくなっていたが門下生が多く活動しており、真楊心流とは文明橋を境界に対立していた。

### 道場
伊藤米蔵の道場である真勇館は撫養町斉田山路（鳴門高校学校裏）にあったにあった。伊藤は農業の傍ら柔術を教授していた。
広さは12畳一間で正面に神様を祭り、道場の中はぐるりと注連縄を張廻し一個のランプが取り付けられており薄暗かった。注連縄の下には資格と氏名を記した掛札が並んでおり、その下に稽古着掛けがあった。

### 稽古着
当時の稽古着は市販の柔道着がなかったため、自分の家で木綿を手刺して作ったものを使った。
上衣は袖が上腕の中程で短く、襟は固いのが絞めにくいとしていた。ズボンも大腿部の中程くらいの短いものであった。
また帯は木綿を二廻りの長さであった。

### 入門
入門には誓門書に署名捺印の上、入門料と月謝を添えて差し出した。誓門書の第一には素行について、その他道場の風儀を戒めた注意書が五六箇条書かれており違反しないように誓った。入門したら伊藤が門人が並んでいるところで入門者氏名を発表した。

### 稽古
当時の稽古は、伊藤米蔵が老境にあったため先輩が指導していた。最初は受身の稽古で手を畳について体を左右に返して畳を叩くというものであった。この受身を重視しており、十分にできたと認められなければ形を教えてもらえなかった。受身の稽古は相当長いことかかり、これだけで辞めるものが多かった。
次は居捕の稽古を行った。居捕は互いに座って捕が「エイ」と気合を掛けて攻撃すると、受が「トウ」と受けて倒れるものであった。この居捕は14、15種類あった。居捕の次は立技で種類が多かった。その後に立技を応用した乱捕という順序で稽古が行われた。当時の乱捕は寝技で絞技と関節技が多かった。技には表と裏があり、表技を掛けると裏技でそれを抜くため技の種類が二倍になっていた。
また真楊心流では柔術に棒術と縄が不随していた。

### 礼儀
道場へ出入りの際は上座に向かって礼をし、後輩は先輩の上座に座ることや道場内での立膝などは禁止されていた。
師弟の関係は柔術の奥儀を譲る関係で特に親密であった。

### 試合
笹橋儀作が入門してから一年ほどで柔術が柔道と呼ばれるようになり、稽古着も徳島県で売り出され柔道着に変わった。
真楊心流では切紙、目録、免許で三段階であったため力の差異が多く試合の際に組み合わせが容易ではなく先生たちが困っていた。笹橋が試合に出るようになってから、級外、五級甲乙、四級甲乙、三級甲乙、二級甲乙、一級甲乙、初段というような級段位制となり、帯で色別されるようになった。数年で甲乙は廃止となった。
道場内で紅白試合が行われ、平素の成績に重きを置いて随時昇級した。
審判は柔術時代は表審判と裏審判の二人が立ち、表審判が勝負を決し万一審判に異議が生じた場合に裏審判と合議で決めていた。
審判が「一本」と掛声すると拍子木を打っていた。
明治の晩年から審判規定ができ審判が一人となり、異議を言えないようになった。
道場内の紅白試合の他に県下各所に大会が催され、撫養町からも多数が出席し対外試合を楽しんでいた。

## 系譜
阿波国で学ばれた真揚心流の系譜を示す。江戸における武田嘉門以前の系譜は不明である。
- 武田嘉門源義鼎（江戸牛込山伏丁坂上の人）
  - 伊藤荘太郎雅信（伊藤甚蔵）
    - 伊藤米蔵信行
      - 橋本文八
      - 森一松
      - 伊藤源太郎（伊藤米蔵の子）
      - 林秀三郎
      - 山本市蔵
      - 笹橋儀作[注釈 2]
      - 吉尾長吉[3]

    - 秋本円蔵
    - 秋田忠平
    - 秋本称太郎
    - 鶴島岩吉
    - 広岩五平